# Maladera contracta
Maladera contracta är en skalbaggsart som beskrevs av Brenske 1898. Maladera contracta ingår i släktet Maladera och familjen Melolonthidae. Inga underarter finns listade i Catalogue of Life.